# Lilien in der Bank
Lilien in der Bank ist ein 1992 entstandener deutscher Spielfilm mit Georg Thomalla in seiner letzten Kinorolle. An seiner Seite spielen renommierte Darsteller wie Werner Schneyder, Katharina Thalbach und Nina Hagen weitere Hauptrollen.

## Handlung
Die assoziative Geschichte spielt auf unterschiedlichen Zeit- und Realitätsebenen und verweist auf verschiedenartige, zwischenmenschliche Interdependenzen in einem Familiengefüge und ihrem Kontext zur unmittelbaren Umgebung. 
Der frühere Versicherungsdirektor Wilhelm Willert befindet sich nach einem langen, arbeitsreichen Leben im Ruhestand. In seinen Gedanken lebt er in einer lange zurück liegenden Vergangenheit. Auch heute noch unterhält er sich mit seiner längst verstorbenen Ehefrau. Wilhelms Sohn Gernot ist der geborene Zyniker, der eher aus Bequemlichkeit und Ideenlosigkeit den ungeliebten Beruf des Vaters übernommen hat, obwohl er sich schon immer zur Schauspielerei hingezogen gefühlt hat. Doch die Kraft und der absolute Wille, in seinem Leben etwas zu ändern, gehen ihm ab. Gernots zehnjähriger Sohn Markus wiederum hat ebenfalls schon früh einen schweren Verlust zu ertragen: Er wünscht sich sehnlichst seine verstorbene Mutter zurück oder doch zumindest eine neue Mutter, die aber, so zeigt es der Film, seiner toten Mutter bis aufs Haar gleichen soll. 
Die Leben dieser drei Willert-Generationen werden kunstvoll miteinander verflochten, und jeder von ihnen besitzt eine unterschiedliche Wahrnehmung der Realität: Während Wilhelm sich vor allem in der Vergangenheit eingeschlossen und dort kommod eingerichtet hat, empfindet Gernot die Gegenwart, aber auch die Zukunft als ebenso flüchtig wie unsicher. Der jüngste der drei Willert-Männer wiederum hat sich in einen Zwang geflüchtet: Er beginnt die Menschen, die ihm begegnen, zu zählen, weil angeblich jeder vierte an Krebs stirbt. Erst als er einen Kontakt mit dem müde gewordenen Großvater Wilhelm zu intensivieren beginnt und sich die pragmatische Nachbarin Klara Bach in das verhängnisvolle Familiengefüge einbringt, wird der Junge aus seiner Fixierung gelöst. Am Ende haben alle drei Hauptcharaktere eine Entwicklung durchlaufen, wenngleich auch mit so manchen Umwegen, Wendungen und Drehungen. 

## Produktionsnotizen
Lilien in der Bank entstand 1991/92. Eine deutsche Kinopremiere ist, je nach Quelle, für den 6. Oktober oder 7. November 1996 feststellbar.

## Kritiken
„"Lilien in der Bank" – es ist die Geschichte dreier Generationen, Großvater, Vater, Sohn, die ohne Mütter und Frauen leben. Es ist auch eine Geschichte der falschen Entscheidungen. Trotzdem ein positiver Film, optimistisch, mit hoffnungsvollen, witzigen Alternativen – und starken Frauen, aus dieser und einer anderen Welt. Ein typischer Marianne-Rosenbaum-Film, sehr persönlich und engagiert. Nichts ist zufällig, alles bis ins kleinste Detail durchdacht und reflektiert. Und doch: kraftvoll, spontan, sinnlich.“

Die Nürnberger Zeitung befand 1997: “„Lilien in der Bank“ ist eine Collage aus Selbstgesprächen, Rückblenden, Sehnsüchten, Träumen und Rätseln dreier Männer aus drei Generationen: Vater, Großvater, Enkel. Bewußt haben die Filmemacher jegliches Tempo aus der Inszenierung genommen, um mit der Kamera in diese drei Hauptpersonen hineinzublicken. Das Ergebnis ist gehaltvoll: Der Zuschauer wird gefordert, muß seine eigenen Assoziationen spielen lassen, um die Handlung greifen zu können. Trotzdem bleibt der Film seltsam kalt, berührt nicht.”

„Kindliches Traum- und Trauerspiel um Angstphobien und Obsessionen. Eine schräge Komödie, die ein wenig überladen und in ihrer Struktur nicht auf den ersten Blick verständlich ist, als verspielte Reflexion auf die Nachkriegsgeschichte aber viel Charme versprüht.“